# Nonagria nexa
Nonagria nexa là một loài bướm đêm trong họ Noctuidae.